# José Gállego Aragüés
José Gállego Aragüés (Aragüés del Puerto, província d'Osca, 1893 - 28 de maig de 1938 a Bilbao) va ser un militar espanyol lleial a la República durant el període de la Guerra Civil Espanyola. Durant la revolta va estar a càrrec de la comandància militar de Gijón.

## Biografia
Va néixer al municipi d'Aragüés del Puerto (província d'Osca) i com uns altres oficials espanyols de l'època es va formar a l'Acadèmia d'Infanteria de Toledo. Després de l'Acadèmia, ja finalitzats els estudis, en 1913 s'incorpora al Regiment d'Infanteria Galícia núm. 19 i és destinat a Larraix (Protectorat del Marroc). Ascendit al grau de Tinent va formar part de la Policia Indígena de Larraix integrada en el Grup de Regulars núm. 4 fins a 1917. Després del desastre d'Annual és ascendit a Capità. Ja en 1924 és destinat al Regiment d'Infanteria «Savoia» núm. 6 de Madrid (anomenat Regiment de Lleó després de l'arribada de la República).
Durant algun temps va exercir com a ajudant del general Toribio Martínez Cabrera.
Durant la revolta militar de juliol ell es troba de vacances a Gijón, lloc on improvisadament se li assigna la comandància. Aconsegueix prendre les casernes de Sapadors i Simancas de Gijón, acabant amb tota resistència el dia 21 d'agost. Avançada la contesa ostentaria el comandament de la 2a Divisió santanderina i, posteriorment, del XVI Cos d'Exèrcit. Va ser fet presoner l'1 de setembre de 1937 a Cabuérniga. Se li va sotmetre a dos consells de guerra. En tots dos va resultar condemnat a mort. Gállego va ser afusellat el 28 de maig de 1938.